# Омата
Омата — населённый пункт в Таранаки, на западе Северного острова Новой Зеландии. Он расположен на государственном шоссе 45 (SH 45) к юго-западу от Нью-Плимута. Примыкает к морскому заповеднику Тапуаэ.

## История
Ранее в этом районе находилась деревянная крепость Омата, построенная для размещения солдат во время напряжённой обстановки во время Первой таранкской войны в 1860-1861 годах и недалеко от места битвы при Вайреке 28 марта 1860 года. В августе 1860 года бо́льшая часть деревни Омата была сожжена. Войска находились в крепости до 1866 года, а в конце 1867 года она была снесена фермерами, а остатки проданы с аукциона.

## Население
| 2006 | 2013 | 2018 | 2022 |
| ---- | ---- | ---- | ---- |
| 771  | 837  | 939  | 1040 |

По данным переписи 2018 года: 94,9 % европейцев, 7,7 % маори, 1 % полинезийцев, 1,9 % азиатов и 1,3 % представителей других этнических групп.
55,0 % не исповедовали никакой религии, 37,7 % были христианами, 0,6 % придерживались религиозных верований маори, 0,3 % были буддистами и 0,6 % исповедовали другие религии, некоторые люди предпочли не отвечать на вопрос о религиозной принадлежности.

## Образование
В школе Омата проходит обучение с 1 по 8 класс. По состоянию на июль 2023 года в ней обучалось 211 учеников. В школе работают 9 учителей. Этнический состав школы — преимущественно европейцы. Ученики маори составляют около 12 % от общего числа учащихся, а представители других этнических групп — 7 %.

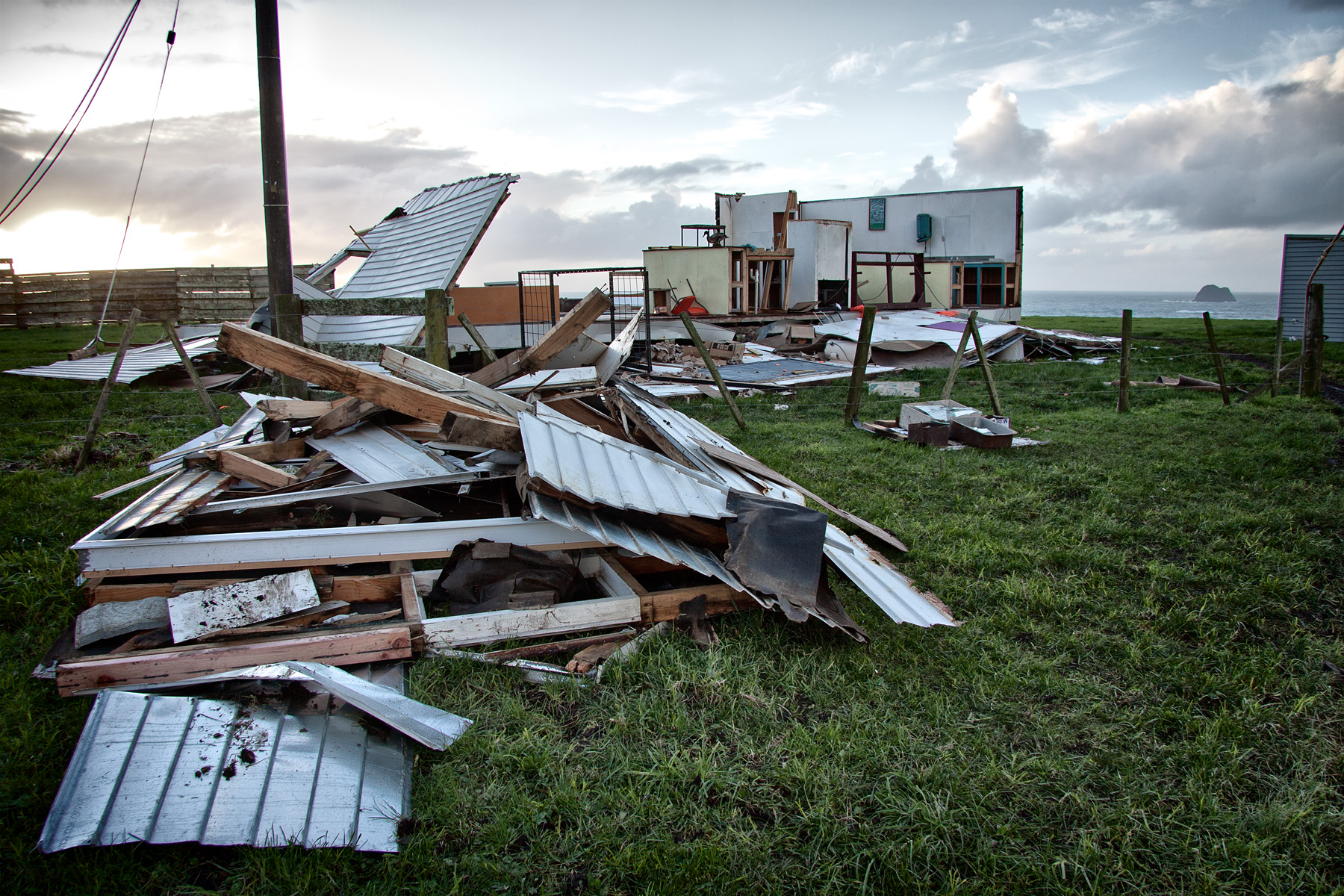
Разрушенное торнадо здание клуба New Plymouth Clay Target Club недалеко от Оматы.

Школа состоит из основного блока, в котором находятся три классные комнаты, туалеты, медицинский кабинет, музыкальный зал, кабинеты директора и учителей, ресурсная комната, комната персонала. На территории школы расположен плавательный бассейн с раздевалками и туалетами.
В 2003 году школа отметила свой 150-летний юбилей.